# Malachi Flynn
Malachi Flynn, född 9 maj 1998 i Tacoma i Washington, är en amerikansk professionell basketspelare (PG) som spelar för Charlotte Hornets i National Basketball Association (NBA). Han har tidigare spelat för Toronto Raptors, New York Knicks och Detroit Pistons.
Flynn draftades av Toronto Raptors i första rundan i 2020 års draft som 29:e spelare totalt.
Innan han blev proffs studerade Flynn först vid Washington State University och spelade för deras idrottsförening Washington State Cougars. Han blev senare överförd till San Diego State University för spel i San Diego State Aztecs.